# Enchelurus
Genre
Enchelurus est un genre éteint de poissons osseux qui a vécu du Cénomanien au Campanien.